# Auguste Viquesnel
Auguste Viquesnel (5. března 1800 Cires-les-Mello – 11. února 1867 Paříž) byl francouzský cestovatel, geograf, meteorolog, etnograf a geolog.

## Životopis
Poté, co vystudoval collège Sainte-Barbe v Paříži, pustil se do podnikání, aby se finančně zabezpečil. Ovšem již roku 1833 vstoupil do nedávno založené Francouzské geologické společnosti (Société Géologique de France). V roce 1836 se připojil k cestě, kterou podnikl Ami Boué. Procestovali Srbsko, Makedonii a Bulharsko, tehdy známé jako Epirus, Makedonie, Thesálie a Thrákie. O dva roky později spolu vykonali cestu do Albánie a Řecka. Poznámky ze svého cestovního deníku publikoval nadvakrát v časopisu Francouzské geologické společnosti (1842 a 1846). V této době také sepsal několik prací na téma francouzské geologie s aspektem průmyslového využití. V roce 1843 se stal pokladníkem Francouzské geologické společnosti a v roce 1862 jejím prezidentem. Roku 1850 se stal iniciátorem založení Francouzské meteorologické společnosti (Société de Météorologie de France).
Je znám především díky svému cestopisu z evropské části Osmanské říše, kde cestoval v letech 1847 – 48, který obsahuje také informace o tamější geologii.

## Zajímavosti
Nese po něm jméno cena Francouzské geologické společnosti (Prix Auguste Viquesnel), kterou po jeho smrti založila jeho manželka v roce 1877.
Jeho dílo je dodnes na Balkáně citováno v přepisu do cyrilice „Vikenel“ (Викенел).

## Dílo
- Journal d'un voyage dans la Turquie d'Europe, Paříž: Langlois et Leclercq, 1842
- Coup d'oeil sur quelques points de l'histoire générale des peuples slaves et de leurs voisins les Turcs et les Finnois, Lyon : Bertrand 1865
- Voyage dans la Turquie d'Europe. Description physique et géologique de la Thrace, 2 svazky s mapami, Paříž: Bertrand 1868